# 酒井昭伸
酒井 昭伸（さかい あきのぶ、1956年 - ）は、日本の翻訳家。別名義に蒼馬 一彰。

## 略歴
福岡県生まれ。早稲田大学政治経済学部卒業。在学中はワセダミステリクラブに所属。
柴野拓美（小隅黎）に師事し、1980年（昭和55年）に共訳の『大破滅 : アジモフのカタストロフィー全研究』（アイザック・アジモフ著、講談社）で翻訳者デビュー。大手メーカー勤務から地方公務員を経て、1989年（平成元年）から専業翻訳家となったに。
英語のSF小説を多く翻訳している。主な訳書にデイヴィッド・ブリン、ダン・シモンズ、マイケル・クライトンらの作品がある。
日本推理作家協会会員。2021年（令和3年）4月より日本SF作家クラブ会員。

## 評価と影響
SF作家の伊藤計劃は自身のデビュー作『虐殺器官』に影響したものを問われ、リーダビリティの点で「一番考慮した作品」として酒井による「ハイペリオン」シリーズ（ダン・シモンズ著）の日本語訳と、南山宏による映画『アビス』のノベライズ（オースン・スコット・カード著）の訳書を挙げている。

## 著書

### 共著
- 『松が好きっ! : K3ソフトウェア大研究』 （K3ユーザーズグループ 編、早川書房） 1989年
- 『やっぱり松が好きっ! : 楽しいワープロ便利帖 松Ver.5』（K3ユーザーズグループ 編、技術評論社） 1991年
- 『名人「桐」 : ここまでできる実践講座』（田村安史 共編、技術評論社〈技評ディスクブックス〉） 1993年

## 翻訳
- 『大破滅―アジモフのカタストロフィー全研究』アイザック・アシモフ (著), 小隅黎共訳、講談社、1980
- 『去りにし日々、今ひとたびの幻』（ボブ・ショウ、蒼馬一彰名義訳、サンリオ〈サンリオSF文庫〉） 1981
- 『ホーム・ワールド』（ハリー・ハリスン、東京創元社〈創元推理文庫〉） 1983
- 『禅銃(ゼンガン)』（バリントン・J・ベイリー、早川書房〈ハヤカワ文庫SF〉） 1984
- 『SF作法覚え書 : あなたもSF作家になれる』（ベン・ボーヴァ、東京創元社〈Key library〉） 1985
- 『宇宙の暗殺者』（アンドリュー・チャップマン、社会思想社、ファイティング・ファンタジー 12） 1987
- 『電脳(コンピューター)破壊作戦』（ロビン・ウォーターフィールド、社会思想社、ファイティング・ファンタジー 18） 1987
- 『タマスターラー』（タニス・リー、ハヤカワ文庫FT） 1987
- 『アーサー・C・クラークの2019年7月20日 : Life in the 21st century』（アーサー・C・クラーク、旺文社） 1987
- 『バトルランナー : バックマン・ブックス 1』（スティーヴン・キング、扶桑社〈サンケイ文庫 海外ノベルス・シリーズ〉） 1987
- 『降伏の儀式』（ラリー・ニーヴン＆ジェリー・パーネル、創元推理文庫） 1988
- 『ハードワイヤード』（ウォルター・ジョン・ウィリアムズ、ハヤカワ文庫SF） 1989
- 『バトルランナー』（スティーヴン・キング、扶桑社〈扶桑社ミステリー文庫〉） 1989
- 『ブラック・レイン』（マイク・コーガン、新潮社〈新潮文庫〉） 1989
- 『ハイテク・トーキング』（ハワード・ラインゴールド, ハワード・リヴァイン、新潮文庫） 1989
- 『ウィーヴワールド』（クライヴ・バーカー、集英社） 1989、のち集英社文庫 1994
- 『必殺の冥路』（ウォルター・ジョン・ウィリアムズ、ハヤカワ文庫SF） 1991
- 『ウォーターワールド』（マックス・A・コリンズ、徳間書店〈徳間文庫〉） 1995
- 『インデペンデンス・デイ』（ディーン・デヴリン＆スティーヴン・モルスタッド＆ローランド・エメリッヒ、徳間文庫） 1996
- 『神の目の凱歌』（ラリー・ニーヴン＆ジェリー・パーネル、創元SF文庫） 1998
- 『虚しき楽園』（カール・ハイアセン、扶桑社） 1998
- 『リンク』（ウォルト・ベッカー、徳間書店） 1999
- 『スター・ウォーズ 崩壊の序曲』（アラン・ディーン・フォスター、ソニーマガジンズ） 2002
- 『アッチェレランド』（チャールズ・ストロス、早川書房） 2009
- 『都市と星』（アーサー・C・クラーク、ハヤカワ文庫SF） 2009
- 『ハンターズ・ラン』（ジョージ・R・R・マーティン, ガードナー・ドゾワ, ダニエル・エイブラハム、ハヤカワ文SF） 2010
- 『奇跡なす者たち』（ジャック・ヴァンス、浅倉久志編、国書刊行会） 2011
- 『量子怪盗』（ハンヌ・ライアニエミ、早川書房〈新☆ハヤカワ・SF・シリーズ〉) 2012、のちハヤカワ文庫 2014
- 『ドリフトグラス』（サミュエル・R・ディレイニー、浅倉久志, 伊藤典夫, 小野田和子, 深町眞理子訳、国書刊行会〈未来の文学〉） 2014
- 『ジーン・ウルフの記念日の本』（ジーン・ウルフ、宮脇孝雄, 柳下毅一郎 訳、国書刊行会〈未来の文学〉） 2015
- 『複成王子』（ハンヌ・ライアニエミ、早川書房、新☆ハヤカワ・SF・シリーズ） 2015
- 『デューン砂の惑星』（フランク・ハーバート、ハヤカワ文庫SF） 2016
- 『宇宙探偵マグナス・リドルフ : ジャック・ヴァンス・トレジャリー』（ジャック・ヴァンス、浅倉久志 共訳、国書刊行会） 2016 - 短編集
- 『書架の探偵』（ジーン・ウルフ、早川書房、新☆ハヤカワ・SF・シリーズ） 2017、のち文庫
- 『三惑星の探求 : 人類補完機構全短篇 3』（コードウェイナー・スミス、伊藤典夫 共訳、ハヤカワ文庫SF） 2017
- 『危険なヴィジョン : 完全版 2』（ハーラン・エリスン 編、浅倉久志 他訳、ハヤカワ文庫SF） 2019
- 『危険なヴィジョン : 完全版 3』（ハーラン・エリスン 編、浅倉久志 他訳、ハヤカワ文庫SF） 2019
- 『ゲーム・オブ・スローンズ : ウェスタロスとその向こうへ : コンプリート・シリーズ公式ブック』（マイルズ・マクナット、酒井訳, 堺三保 監修、早川書房） 2019
- 『宇宙へ』上下（メアリ・ロビネット・コワル、ハヤカワ文庫SF） 2020
- 『2000年代海外SF傑作選』（橋本輝幸 編,Ellen Klages [ほか] [著] 共訳 ハヤカワ文庫 SF） 2020
- 『火星へ』上下（メアリ・ロビネット・コワル、ハヤカワ文庫SF） 2021
- 『デューン砂漠の救世主』上・下（フランク・ハーバート、早川文庫SF） 2023

### アイザック・アシモフ
- 『大破滅 : アジモフのカタストロフィー全研究』（アイザック・アジモフ、小隅黎共訳、講談社） 1980
- 『アジモフ博士の極大の世界・極小の世界』（アイザック・アジモフ、社会思想社〈現代教養文庫〉） 1982
- 『アジモフ博士の輝け太陽』（アイザック・アジモフ、社会思想社〈現代教養文庫〉） 1983
- 『アジモフ博士の宇宙の誕生』（アイザック・アジモフ、社会思想社〈現代教養文庫〉） 1985
- 『アジモフ博士の地球の誕生』（アイザック・アジモフ、社会思想社〈現代教養文庫〉） 1985
- 『アジモフ博士のハレー彗星ガイド : 太陽系の長距離ランナー』（アイザック・アジモフ、社会思想社〈現代教養文庫〉） 1985
- 『次元がいっぱい』（アイザック・アシモフ、早川書房〈ハヤカワ文庫NF〉） 1985

### 「デュマレスト・サーガ」シリーズ
- 『迷宮惑星トイ』（E・C・タブ、創元推理文庫、デュマレスト・サーガ 3） 1982、のち復刊（創元SF文庫） 2006
- 『科学惑星テクノス』（E・C・タブ、創元推理文庫、デュマレスト・サーガ 7） 1983
- 『流血惑星チャード』（E・C・タブ、創元推理文庫、デュマレスト・サーガ 11） 1983

### チャールズ・シェフィールド
- 『プロテウスの啓示』（チャールズ・シェフィールド、ハヤカワ文庫SF） 1984
- 『マッカンドルー航宙記』（チャールズ・シェフィールド、創元推理文庫） 1991
- 『太陽レンズの彼方へ - マッカンドルー航宙記』（チャールズ・シェフィールド、創元SF文庫） 2005

### デイヴィッド・ブリン
- 「知性化」シリーズ
  - 『スタータイド・ライジング』（デイヴィッド・ブリン、ハヤカワ文庫SF） 1985
  - 『サンダイバー』（デイヴィッド・ブリン、ハヤカワ文庫SF） 1986
  - 『知性化戦争』（デイヴィッド・ブリン、ハヤカワ文庫SF） 1990
  - 『変革への序章 : 知性化の嵐 1』（デイヴィッド・ブリン、ハヤカワ文庫SF） 2001
  - 『戦乱の大地 : 知性化の嵐 2』（デイヴィッド・ブリン、ハヤカワ文庫SF） 2002
  - 『星海の楽園 : 知性化の嵐 3』（デイヴィッド・ブリン、ハヤカワ文庫SF） 2003
- 『ガイア - 母なる地球』（デイヴィッド・ブリン、早川書房） 1992、のちハヤカワ文庫SF 1996
- 『キルン・ピープル』（デイヴィッド・ブリン、ハヤカワ文庫SF） 2007

### グレッグ・ベア
- 『永劫』（グレッグ・ベア、ハヤカワ文庫SF） 1987
- 『久遠』（グレッグ・ベア、ハヤカワ文庫SF） 1991
- 『女王天使』（グレッグ・ベア、ハヤカワ文庫SF） 1997
- 『鏖戦凍月』（グレッグ・ベア、ハヤカワ文庫SF）小野田和子共訳 2023

### ボブ・ラングレー
- 『ブリザードの死闘』（ボブ・ラングレー、新潮文庫） 1991
- 『灼熱の死闘』（ボブ・ラングレー、新潮文庫） 1994
- 『衛星軌道の死闘』（ボブ・ラングレー、新潮文庫） 1996

### マイケル・クライトン
- 『ジュラシック・パーク』（マイケル・クライトン、早川書房） 1991、のちハヤカワ文庫 1993
- 『ライジング・サン』（マイケル・クライトン、早川書房） 1992、のちハヤカワ文庫 1993
- 『ツイスター』（マイケル・クライトン< アン‐マリー・マーティン、ハヤカワ文庫） 1996
- 『ディスクロージャー』（マイケル・クライトン、早川書房） 1993、のちハヤカワ文庫(上・下） 1997
- 『ロスト・ワールド -ジュラシック・パーク2-』上・下（マイケル・クライトン、早川書房） 1995、のちハヤカワ文庫 1997
- 『エアフレーム - 機体』上・下（マイケル・クライトン、早川書房） 1997、のちハヤカワ文庫 2000
- 『タイムライン』上・下（マイケル・クライトン、早川書房） 2000、のちハヤカワ文庫 2003
- 『プレイ -獲物-』上・下（マイケル・クライトン、早川書房） 2003、のちハヤカワ文庫 2006
- 『恐怖の存在』上・下（マイケル・クライトン、早川書房） 2005、のちハヤカワ文庫 2007
- 『NEXT』上・下（マイケル・クライトン、早川書房） 2007
- 『パイレーツ -掠奪海域-』（マイケル・クライトン、早川書房） 2009、ハヤカワ文庫 2012
- 『マイクロワールド』上・下（マイケル・クライトン, リチャード・プレストン、早川書房、Hayakawa Novels） 2012、のちハヤカワ文庫 2015
- 『アンドロメダ病原体 -変異-』上・下（マイクル・クライトン, ダニエル・H・ウィルソン、早川書房） 2020

### ダン・シモンズ
- 「ハイペリオン」四部作
  - 『ハイペリオン』（ダン・シモンズ、早川書房） 1994、のちハヤカワ文庫SF(上・下） 2000
  - 『ハイペリオンの没落』（ダン・シモンズ、早川書房） 1995、のちハヤカワ文庫SF(上・下） 2001
  - 『エンディミオン』（ダン・シモンズ、早川書房） 1999、のちハヤカワ文庫SF(上・下） 2002
  - 『エンディミオンの覚醒』（ダン・シモンズ、早川書房） 1999、のちハヤカワ文庫SF(上・下） 2002
- 『ヘリックスの孤児』（ダン・シモンズ、嶋田洋一共訳、早川書房、ハヤカワ文庫SF） 2009
- 「イリアム」
  - 『イリアム』（ダン・シモンズ、早川書房） 2006、のちハヤカワ文庫SF(上・下) 2010
  - 『オリュンポス』（ダン・シモンズ、早川書房） 2007、のちハヤカワ文庫SF(上・下） 2010

### エリック・ガルシア
- 『さらば、愛しき鉤爪』（エリック・ガルシア、ソニーマガジンズ） 2001
- 『鉤爪プレイバック』（エリック・ガルシア、ソニーマガジンズ） 2003
- 『鉤爪の収穫』（エリック・ガルシア、ソニーマガジンズ） 2005

### ジョージ・R・R・マーティン
- 『タフの方舟 1 : 禍つ星』（ジョージ・R・R・マーティン、ハヤカワ文庫） 2005
- 『タフの方舟 2 : 天の果実』（ジョージ・R・R・マーティン、ハヤカワ文庫） 2005
- 『乱鴉の饗宴』（ジョージ・R・R・マーティン、早川書房、氷と炎の歌4） 2008、のちハヤカワ文庫 2013
- 『星の光、いまは遠く』（ジョージ・R・R・マーティン、ハヤカワ文庫SF） 2011
- 『竜との舞踏』（ジョージ・R・R・マーティン、早川書房、氷と炎の歌5） 2013、のちハヤカワ文庫 2016
- 『七王国の騎士』（ジョージ・R・R・マーティン、早川書房、氷と炎の歌） 2016 - 短編集、のちハヤカワ文庫 2020
- 『炎と血 1-2』ジョージ・R・R・マーティン 、酒井昭伸, 鳴庭真人, 水越真麻, 川野靖子 訳 早川書房 2020 (氷と炎の歌)
- 『ナイトフライヤー』（ジョージ・R・R・マーティン、ハヤカワ文庫 SF） 2019

### ジェフ・ヴァンダミア
- 『全滅領域』（ジェフ・ヴァンダミア、ハヤカワ文庫NV、サザーン・リーチ1） 2014
- 『監視機構』（ジェフ・ヴァンダミア、ハヤカワ文庫NV、サザーン・リーチ2） 2014
- 『世界受容』（ジェフ・ヴァンダミア、ハヤカワ文庫NV、サザーン・リーチ3) 2015

### アンソロジー
- 『不思議な猫たち』（ジャック・ダン, ガードナー・ドゾワ 編、扶桑社） 1999

「焔の虎」（タニス・リー）を翻訳
- 『SFの殿堂 遙かなる地平 2』（ロバート・シルヴァーバーグ 編、ハヤカワ文庫SF） 2000

「ヘリックスの孤児」（ダン・シモンズ）、「ナイトランド -「冠毛」の一神話」（グレッグ・ベア）を翻訳
- 『ハッカー / 13の事件』（ジャック・ダン, ガードナー・ドゾワ 編、扶桑社） 2000

「ドッグファイト」（ウィリアム・ギブスン＆マイクル・スワンウィック）を翻訳
- 『楽園追放 rewired : サイバーパンクSF傑作選』（虚淵玄, 大森望 編、ハヤカワ文庫JA） 2014
- 『SFマガジン700 : 創刊700号記念アンソロジー 海外篇』（山岸真 編、ハヤカワ文庫SF） 2014